# Eubacterium plautii
Eubacterium plautii è una specie di batterio appartenente alla famiglia delle Eubacteriaceae.